# Nutanix
Nutanix（ニュータニックス）は、アメリカ カリフォルニア州サンノゼに本社を置く、ハイパーコンヴァージド・インフラストラクチャ（HCI）、クラウドサービス（DaaS、DRaaSなど）、およびソフトウェアディファインドストレージ（SDS）を提供するクラウドコンピューティング企業。
2009年9月23日に、Dheeraj Pandey、 Mohit Aron 、AjeetSinghによって設立された。 
Nutanixは、Invisible Infrastructure（インフラは見えなくて良い）というテーマをもとに、アプリケーションに集中出来るITインフラを提供する形として、HCI（Hyper Converged Infrastructure）のデザインを提唱し、Nutanix HCI アプライアンスを発表した。
2016年に、NASDAQに上場。

## Nutanix HCIの概要
仮想化基盤として用いられることの多い、サーバー、SANスイッチ、ストレージの3層構造（3Tier）における課題を解決することを目的に考案された仕組みである。
Nutanix HCIは、一般的なIAサーバーを一つのクラスターとして管理・統合し、クラスター内のIAサーバーに搭載される記憶装置（NVMe、SSD、HDD）を1つの共有ディスクとして扱うことができ、ストレージなど専用のハードウェアを必要しない構成で提供される。
これにより、従来の3層構造（3Tier）において課題となっていた、拡張性や互換性の問題から解放され、仮想化基盤にシンプルで柔軟な拡張性と管理・運用を実現する。
また、Nutanix HCIは原則3ノード以上から構成され、各ノードにController VM（CVM）と呼ばれる仮想アプライアンスが稼働し、このCVMがNutanixクラスターのストレージコントローラーと管理機能を提供する役割を担っている。
I/O処理は各ノードのCVMで分散され、リニアなスケールアウトが可能になる。

## HCIモデルラインナップ
Nutanixは、当初自社のハードウェアであるNXモデルを中心に販売していたが、Nutanix HCIの多くの機能はソフトウェアベースで提供されており、ハードウェアに依存しないことが特徴である。
そのため、DELLのXCモデルを2014年11月に発売以降、Lenovo、Fujitsu、HPEを筆頭に、様々なハードウェアをサポートし、ソフトウェアメーカーとしてNutanix HCIを提供している。

## Nutanixの製品ラインナップ
Nutanixには、HCIを中心とするコア製品とInvisible Infrastructureを実現するための、周辺ソフトウェアが提供されている。
| 製品名 | 製品内容 |
| ------ | --- |
| AOS    | Acropolis OSの略。 NutanixのコアコンポーネントでCVM上で動作するOS。共有ストレージ機能と管理画面、クラスター機能を提供する役割をもつ。                                                                                 |
| AHV    | 旧来Acropolis Hypervisorと呼ばれていた、Nutanixオリジナルのハイパーバイザー。 KVMをベースに、HAやリソース平準化などの機能を追加されている。AOSとともに稼働する前提で設計されており、Nutanix以外の環境で利用できない。 |

| 製品名         | 製品内容 |
| -------------- | --- |
| Prism Central  | 複数のNutanixクラスターを纏めて一つの画面で管理をすることを目的に作られたコンポーネント。 仮想アプライアンスとして展開する。Prism Proライセンスを適用することで、 機械学習（X-Fit）による環境の分析機能やX-Playによるトリガーに応じて事前設定した処理の自動実行を行う機能などが用意されている。 |
| Files          | Nutanixで動作するファイルサービス機能を提供。 FSVMと呼ばれるNASヘッドが各ノードで稼働し、負荷分散を得意とするSMB・NFSファイルサーバーを利用できる。 |
| File Analytics | Filesに保存されたファイルを分析する機能を提供。 File Analytics VMと呼ばれる仮想アプライアンスにて提供され、Filesに保存されたデータの利用状況やファイル、ユーザーごとの監査証跡の記録を確認することができる。                                                                                    |
| Objects        | Amazon S3 互換のオブジェクトストレージ機能を提供。 Prism Centralを介して管理を行う。 |
| Flow           | Nutanix AHV上でマイクロセグメンテーション（分散ファイアウォール）を提供する。 Prism Centralを介して管理を行う。 |
| Calm           | アプリケーションの需要に応じて、仮想マシンを自動で展開する機能を提供。 Self Service Portalを介し、プロジェクトや組織ごとに公開されたブループリントを元に自動展開を行うことができる。 |
| Mine           | Nutanixの拡張性を生かした、バックアップ統合型アプライアンス。 現在はVeeamとHYCUが対応している。 |
| Era            | Oracle,SQL Server、MariaDB、MySQL、PostgreSQLに対応した、データーベース管理ソフトウェア。 データーベースのデプロイ、リストア、クローンを柔軟に行うことができる。 |

| 製品名                | 製品内容 |
| --------------------- | --- |
| Xi Frame              | ブラウザのみで利用できるデスクトップ環境を提供するDaaS。 コントロールプレインをパブリッククラウド上で提供し、オンプレミス上のNutanix（AHV）とパブリッククラウド上でワークロードを展開可能。    |
| Xi Leap               | Nutanix上で稼働している仮想マシンを有事の際に、パブリッククラウド上でDRできるサービス。 オンプレミスのNutanixはAHVまたはESXiで利用することが可能。仮想マシンの起動順序などの細かい設定が可能。 |
| Clusters on AWS       | AWSのEC2ベアメタルインスタンスに、Nutanix AHVを展開および動作させる機能。 オンプレミスのNutanix同様にNutanix HCIの全ての機能がAWS上でも利用できる。                                            |
| Clusters on Azure     | AzureのDedicated Hostに、Nutanix AHVを展開および動作させる機能。 オンプレミスのNutanix同様にNutanix HCIの全ての機能がAzure上でも利用できる。2020年10月現在、EarlyAccessが行われている。        |
| Flow Security Central | 従来Beeamとして提供されていた、パブリッククラウドのガバナンス管理機能にNutanix Flowが持つセキュリティ機能が一つに纏められたサービス。 オンプレミスのNutanix、AWS、Azure、GCPに対応。           |

## 買収
| 日付      | 会社            | 説明                                                                                                | 参考文献 |
| --------- | --------------- | --------------------------------------------------------------------------------------------------- | -------- |
| 2016年8月 | PernixData      | サーバー側のフラッシュメモリとランダムアクセスメモリを仮想化するためのソフトウェア。                | [ 25 ]   |
| 2016年8月 | Calm.io         | DevOps自動化プラットフォーム。                                                                      | [ 26 ]   |
| 2018年3月 | Netsil          | クラウドアプリ監視の起動。                                                                          | [ 27 ]   |
| 2018年3月 | ミンジャー      | パブリッククラウドの利用をより効率的かつ費用効果の高いものにするサービスであるBotmetricのメーカー。 | [ 28 ]   |
| 2018年8月 | MainFrame2 Inc. | クラウドベースのWindowsデスクトップとアプリケーションの配信。                                       | [ 29 ]   |